# 加東市
加東市（日语：／ Katō shi */?）是位于日本兵庫縣中部的城市。轄區北部及東北部屬於中國山地，南部為丘陵地，西部為加古川的沖積平原。

## 人口
| 加東市人口分布圖 |                                               |  |
| 加東市與日本全國年齡別人口分布比較圖 （2005年資料） | 加東市的年齡、男女別人口分布圖 （2005年資料） |  |
| ■紫色是加東市 ■綠色是全国 | ■藍色是男性 ■紅色是女性                       |  |
| 加東市人口變化 \| 1970年 \| 32,149人 \| \| \| 1975年 \| 32,410人 \| \| \| 1980年 \| 34,275人 \| \| \| 1985年 \| 36,401人 \| \| \| 1990年 \| 38,270人 \| \| \| 1995年 \| 39,743人 \| \| \| 2000年 \| 40,688人 \| \| \| 2005年 \| 39,970人 \| \| \| 2010年 \| 40,181人 \| \| \| 2015年 \| 40,310人 \| \| \| 2020年 \| 40,645人 \| \| |                                               |  |
| 資料來源：日本總務省統計中心提供之人口普查數據 |                                               |  |
| 1970年 | 32,149人                                      |  |
| 1975年 | 32,410人                                      |  |
| 1980年 | 34,275人                                      |  |
| 1985年 | 36,401人                                      |  |
| 1990年 | 38,270人                                      |  |
| 1995年 | 39,743人                                      |  |
| 2000年 | 40,688人                                      |  |
| 2005年 | 39,970人                                      |  |
| 2010年 | 40,181人                                      |  |
| 2015年 | 40,310人                                      |  |
| 2020年 | 40,645人                                      |  |

## 歷史
全市範圍在過去都屬於播磨國加東郡，但在江戶時代時，轄內各村被分別劃分給多個藩，成為各藩的飛地；在1871年廢藩置縣後也隨著各藩改隸屬包括兵庫縣、小野縣、姬路縣、棚倉縣、壬生縣等多個縣；直到1876年才全數被整併到兵庫縣。
1889年日本實施町村制時，現在的轄區範圍在當時分屬社村、福田村、上福田村、米田村、鴨川村、瀧野村、加茂村、上東條村、中東條村，共9村；1950年代昭和大合併期間，這9村被整合為社町、瀧野町、東條町3町。2006年三個町再次合併為現在的加東市。

### 變遷表
| 1889年4月1日 | 1889年-1926年       | 1926年-1944年       | 1944年-1954年        | 1954年-1989年        | 1989年-現在          | 現在                 |
| ------------ | ------------------- | ------------------- | -------------------- | -------------------- | -------------------- | -------------------- |
| 社村         | 1912年6月1日 社町   | 1912年6月1日 社町   | 1912年6月1日 社町    | 1955年3月31日 社町   | 2006年3月20日 加東市 | 2006年3月20日 加東市 |
| 米田村       |                     |                     |                      | 1955年3月31日 社町   | 2006年3月20日 加東市 | 2006年3月20日 加東市 |
| 福田村       |                     |                     |                      | 1955年3月31日 社町   | 2006年3月20日 加東市 | 2006年3月20日 加東市 |
| 上福田村     |                     |                     |                      | 1955年3月31日 社町   | 2006年3月20日 加東市 | 2006年3月20日 加東市 |
| 鴨川村       |                     |                     |                      | 1955年3月31日 社町   | 2006年3月20日 加東市 | 2006年3月20日 加東市 |
| 加茂村       | 加茂村              | 加茂村              | 1954年3月31日 瀧野町 | 1954年3月31日 瀧野町 | 2006年3月20日 加東市 | 2006年3月20日 加東市 |
| 瀧野村       | 1925年4月1日 瀧野町 | 1925年4月1日 瀧野町 | 1954年3月31日 瀧野町 | 1954年3月31日 瀧野町 | 2006年3月20日 加東市 | 2006年3月20日 加東市 |
| 中東條村     | 中東條村            | 中東條村            | 中東條村             | 1955年3月31日 東條町 | 2006年3月20日 加東市 | 2006年3月20日 加東市 |
| 上東條村     |                     |                     |                      | 1955年3月31日 東條町 | 2006年3月20日 加東市 | 2006年3月20日 加東市 |

## 交通

### 鐵路
- 西日本旅客鐵道（JR西日本）
  - 加古川線：（←小野市） - 社町車站 - 瀧野車站 - 瀧車站 - （西脇市→）

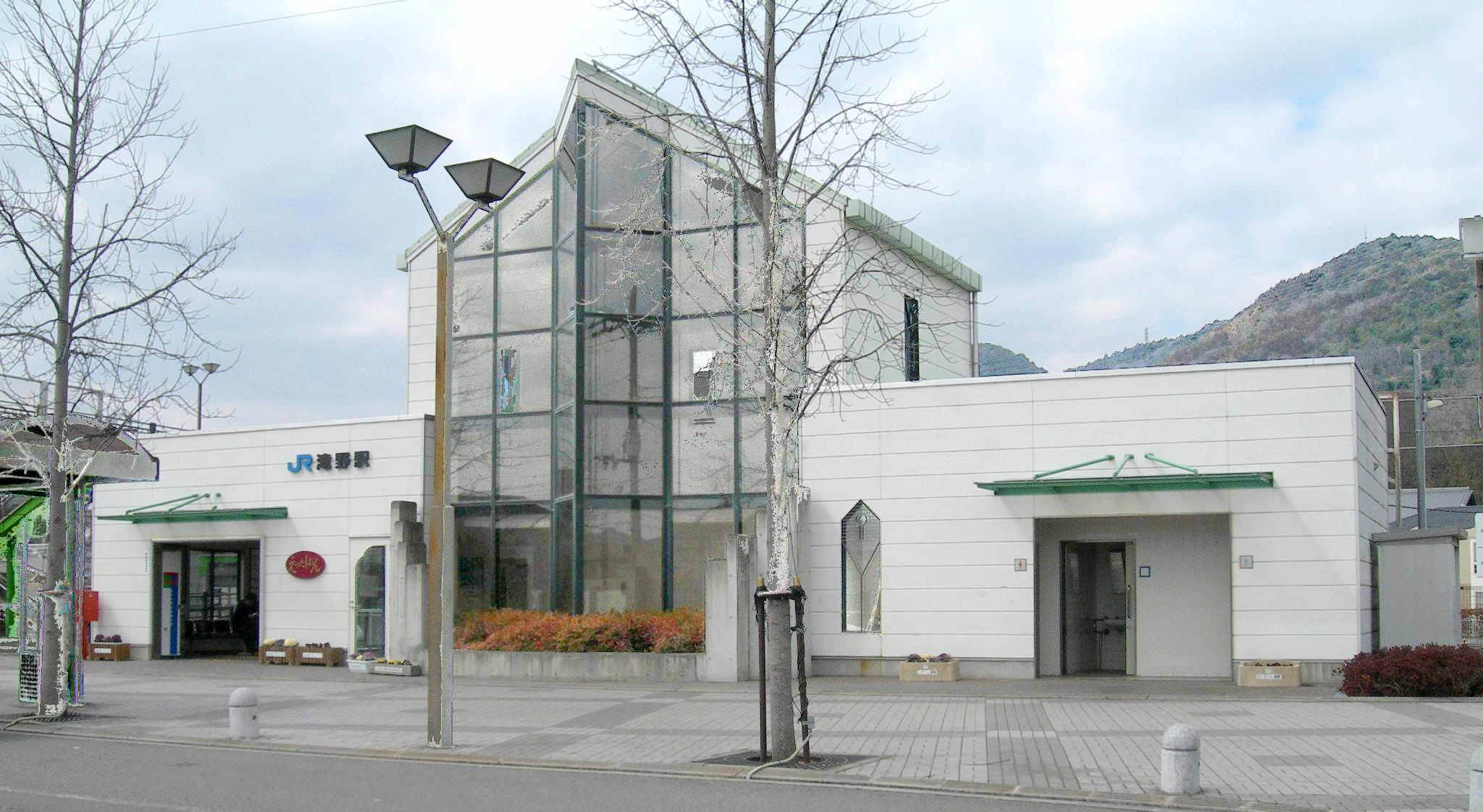
瀧野車站
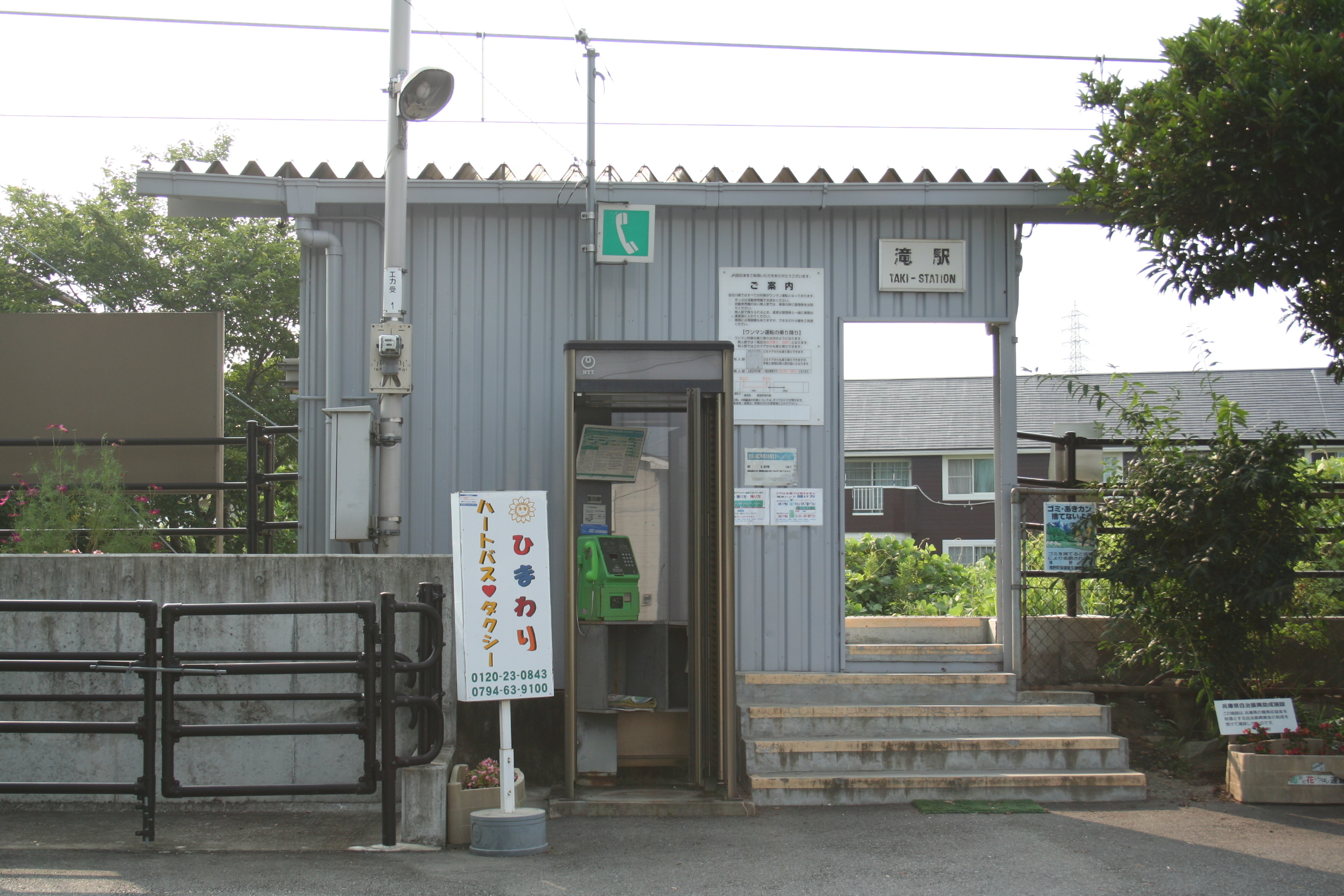
瀧車站

### 公路
高速道路
- 中國自動車道：（三木市） - 兵庫東條交流道 - 社休息區 - 瀧野社交流道 - （加西市） - （通過轄區） - （加西市）

一般國道
- 國道175號（日语：国道175号）、國道372號（日语：国道372号）

## 觀光資源
- 東條湖（日语：東条湖）
- 水東條（日语：アクア東条）
- 兵庫縣立播磨中央公園（日语：兵庫県立播磨中央公園）
- 平池公園（日语：平池公園）
- 光明寺城（日语：光明寺城 (播磨国)）遺跡、光明寺（日语：光明寺 (加東市)）：光明寺合戰的發生地。
- 朝光寺（日语：朝光寺）
- 清水寺（日语：清水寺 (加東市)）
- 佛教之王堂（日语：佛教之王堂）
- 禅瀧寺（日语：禅瀧寺）
- 安國寺（日语：安国寺 (加東市)）
- 昭和池（日语：昭和池）
- 社之森公園（日语：やしろの森公園）

## 教育

### 大學
- 兵庫教育大學

## 外部連結
- （日語） 加東市的Facebook專頁
- （日語） 加東市觀光協會（页面存档备份，存于）